# Ноймальзиц

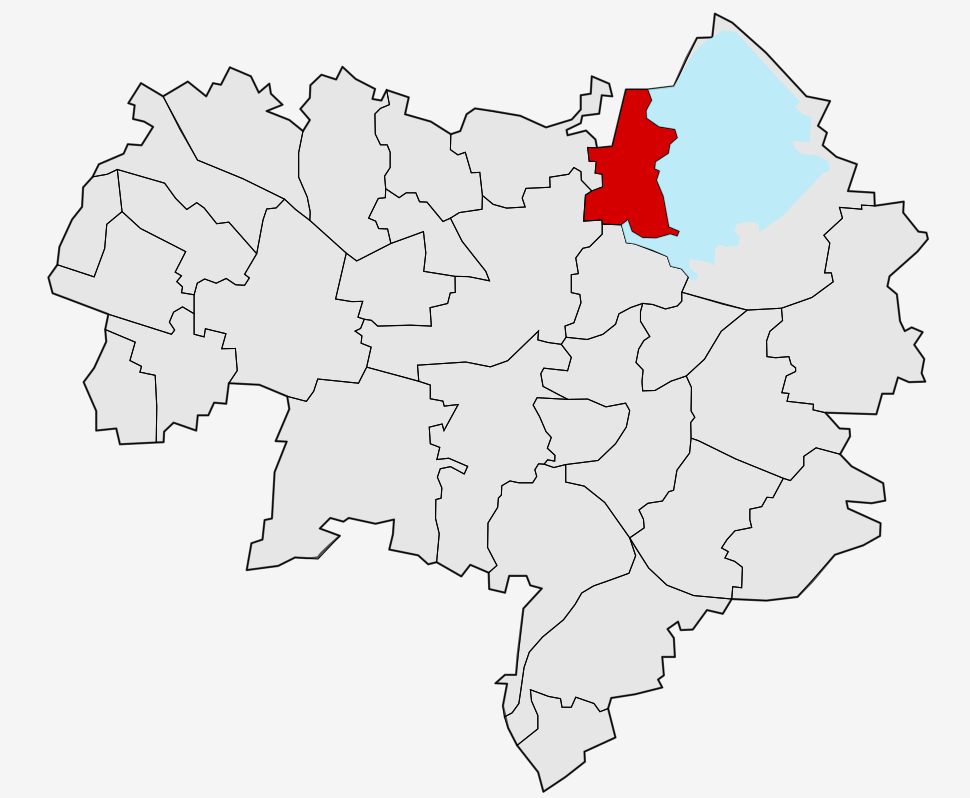
Ноймальзиц на городской карте Баутцена

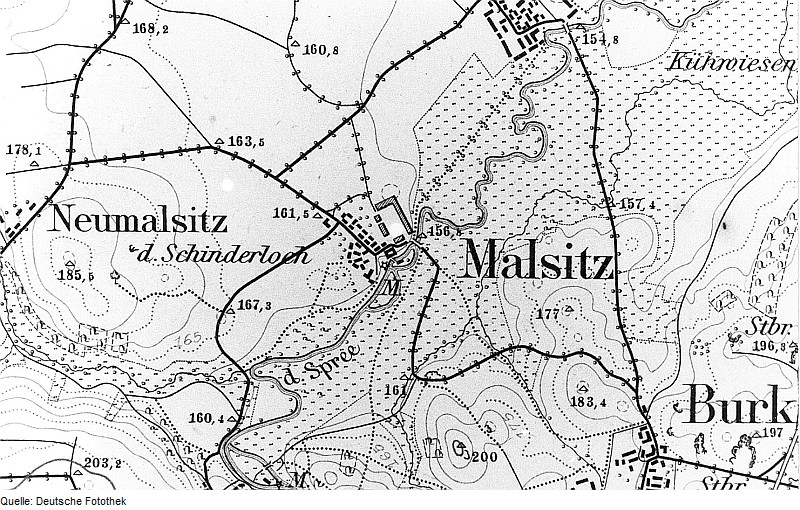
Фрагмент карты 1884 года

Но́ймальзиц или Но́ве-Ма́льсецы (нем. Neumalsitz; в.-луж. Nowe Małsecy) — сельский населённый пункт в Верхней Лужице, находящийся с 2020 года в городских границах Баутцена, Германия. Район Баутцена.

## География
Находится на северном берегу юго-западного залива Баутценского водохранилища примерно в трёх километрах севернее исторического центра Баутцена. На востоке от деревни находится холм Оберер-Шафберг (нем. Oberer Schafberg), славянское наименование — Горня-Вовча (нем. Horna wowča) высотой 185 метров.
Деревня связана на юго-западе с соседним населённым пунктом Смохчицы автомобильной дорогой, проходящей через залив по автомобильному виадуку.
Соседние населённые пункты: на севере — деревня Кшива-Боршч коммуны Гросдубрау, на юге через залив — исторический район Баутцена Стровотна-Студня, на юго-западе — деревня Смохчицы (в городских гарницах Баутцена), на северо-западе — деревни Малы-Вельков и Лубохов (обе в городских границах Бауцтена).

## История
Впервые упоминается в 1821 году. До 1936 года входила в состав коммуны Мальшвиц, с 1936 по 1999 года — в коммуну Бурк. С 1999 года — не имела статуса самостоятельного населённого пункта, входила в границы деревни Шмохтиц. В 2020 году была выделена из населённого пункта Шмохтиц и вошла в городские границы Баутцена в качестве отдельного городского района.
Наименование происходит от находившейся восточнее более крупной деревни Мальзиц (Мальсецы), которая была затоплена во время строительства Баутценского водохранилища.
В настоящее время деревня входит в состав культурно-территориальной автономии «Лужицкая поселенческая область», на территории которой действуют законодательные акты земель Саксонии и Бранденбурга, содействующие сохранению лужицких языков и культуры лужичан.
Официальным языком в населённом пункте, помимо немецкого, является также верхнелужицкий язык.